# Dřenice
Dřenice (en allemand : Drenitz) est une commune du district de Chrudim, dans la région de Pardubice, en République tchèque. Sa population s'élevait à 409 habitants en 2022.

## Géographie
Dřenice se trouve à 6 km au nord-ouest du centre de Chrudim, à 7 km au sud-ouest du centre de Pardubice et à 95 km à l'est de Prague.

### Communes limitrophes[4]
|              | Třebosice, Staré Jesenčany |            |
| Čepí, Dubany | Dřenice                    | Mikulovice |
|              | Třibřichy                  | Chrudim    |

## Histoire
La première mention écrite de la localité date de 1381.

## Population
Recensements ou estimations de la population:
| 2022 | 2024 | 2025 |
| ---- | ---- | ---- |
| 409  | 432  | 415  |

## Transports
Par la route, Dřenice se trouve à 6 km de Chrudim, à 8 km de Pardubice et à 120 km de Prague. 